# توم ماسون
توم ماسون (بالإنجليزية: Tom Mason)‏ (و. 1920 – 1980) هو مقوم عمود فقري أمريكي، اشتهر بظهوره في أفلام المخرج إد وود، والذي كان زوج إحدى زبائنه.

## السيرة
ولد توماس روبرت ماسون في 29 أبريل 1920 في ولاية إلينوي.
ظهر ماسون كبديل عن بيلا لوغوسي الذي توفي حديثًا، وذلك في فيلم «الخطة 9 من الفضاء الخارجي». كان ماسون أطول من لوغوسي ولم يتشابها في الحجم، وقام ماسون بتغطية وجهه في كل مشاهده. ظهر ماسون في عدد من أفلام وود وساعده في الإنتاج، بما في ذلك فيلم «ليلة الغيلان» و«الستارة الأخيرة»، ورحل بعد ذلك عن عالم الأفلام.
توفي في كاليفورنيا في 1 ديسمبر 1980.

## إرث
تم تصوير ماسون في فيلم إد وود في عام 1994، من إخراج تيم برتون، وأدى دوره الممثل نيد بيلامي.
في عام 2005، تم إدراج ماسون في حلقة ساخرة عن فيلم «الخطة 9» من المسلسل التلفزيوني "Deadly Cinema"، وظهرت مقاطع من هذه الحلقة في الفيلم الوثائقي Vampira: The Movie.

## وصلات خارجية
- توم ماسون على موقع IMDb (الإنجليزية)
- توم ماسون على موقع كينوبويسك (الروسية)